# Quân đoàn 3 (Liên bang Nga)
Quân đoàn Lục quân số 3 (tiếng Nga: 3-й армейский корпус) là một đơn vị lục quân cấp quân đoàn của Lục quân Liên bang Nga. Quân đoàn được thành lập tháng 6 năm 2022 trên cơ sở căn cứ huấn luyện Mulino ở tỉnh Nizhny Novgorod để phục vụ cho chiến trường Ukraina. Lúc mới thành lập, Quân đoàn 3 thuộc Quân khu Tây, nhưng sau đó thuộc Quân khu Trung tâm. Tư lệnh quân đoàn hiện tại là Anh hùng Liên bang Nga, Thiếu tướng Vladimir Anatolyevich Belyavsky.
Trong thuật ngữ quân sự của Nga, quân đoàn có quy mô lớn hơn sư đoàn nhưng nhỏ hơn sư đoàn của phương Tây khá nhiều. Quân đoàn 3 bao gồm:
- Sư đoàn bộ binh ô tô 6 (lại gồm hai trung đoàn bộ binh cơ giới, một trung đoàn tăng - thiết giáp, một trung đoàn pháo binh, một lữ đoàn tên lửa phòng không);
- Lữ đoàn bộ binh ô tô độc lập 72;
- Lữ đoàn pháo phản lực 17;[1]
- Tiểu đoàn kiểm soát quân sự độc lập số 8
- Đại đội đặc nhiệm số 9
- Trung tâm chỉ huy và tình báo số 148
- Ban chỉ huy Phòng không 44[2]

Tại chiến trường Ukraina, các đơn vị của Quân đoàn 3 được phân tán và tham chiến ở nhiều nơi ở Kharkiv, Donbas, Kherson.